# Wolfgang Klein (Linguist)
Wolfgang Klein (geboren am 3. Februar 1946 in Spiesen) ist ein deutscher Sprachwissenschaftler.

## Leben
Wolfgang Klein wurde als Sohn des Försters Aloys Klein und seiner Frau Anne Klein, geborene Mieger, in Spiesen geboren. Er besuchte dort von 1952 bis 1956 die Volksschule und von 1956 bis 1965 in Sulzbach das Realgymnasium. Danach studierte Klein Germanistik, Romanistik und Philosophie an der Universität Saarbrücken und wurde dort 1970 zum Dr. phil. promoviert. Hiernach forschte er zunächst an der Universität in Saarbrücken. Nach seiner Habilitation (1972) in Heidelberg war er dort Wissenschaftlicher Rat und dann Professor an der Universität Heidelberg (1972–1976), dann ordentlicher Professor an der Universität Frankfurt am Main von 1976 bis 1980, anschließend war er dort Honorar-Professor. Seit dessen Gründung im Jahr 1980 arbeitete er am Max-Planck-Institut für Psycholinguistik im niederländischen Nijmegen als Ko-Direktor und Leiter des Arbeitsbereichs Spracherwerb. Er wurde 2015 emeritiert. Klein leitete außerdem das Language Archive, das mit Förderung der Volkswagen-Stiftung bedrohte Sprachen dokumentiert.
Er hat etwa 300 Aufsätze und Bücher vorwiegend zu Spracherwerb, Textlinguistik, Ausdruck von Raum und Zeit in der Sprache und linguistischer Poetik veröffentlicht. Klein schreibt regelmäßig in der Zeitschrift für Literaturwissenschaft und Linguistik, die er 1970 mitbegründet hat.
1994 wurde er Mitglied der Berlin-Brandenburgischen Akademie der Wissenschaften, wo er das Digitale Wörterbuch der deutschen Sprache bis 2021 leitete, und 2009 Mitglied der Deutschen Akademie für Sprache und Dichtung (Vizepräsident von 2014 bis 2020). 1996 erhielt er den Gottfried-Wilhelm-Leibniz-Preis der Deutschen Forschungsgemeinschaft.
Wolfgang Klein hat drei Kinder und lebt in Berlin und Heidelberg.

## Schriften (Auswahl)
- mit Harald H. Zimmermann: Index zu Georg Trakl, Dichtungen. Athenäum-Verlag, Frankfurt am Main 1971.
- Parsing. Studien zur maschinellen Satzanalyse mit Abhängigkeitsgrammatiken und Transformationsgrammatiken. Athenäum-Verlag, Frankfurt am Main 1971.
- Variation in der Sprache. Scriptor-Verlag, Kronberg im Taunus 1974.
- Einführung in die Computerlinguistik. 1974.
- Sprache und Kommunikation ausländischer Arbeiter. Scriptor-Verlag, Kronberg im Taunus 1975.
- zusammen mit Norbert Dittmar: Developing grammars. The acquisition of German syntax by foreign workers. Springer, Berlin / Heidelberg / New York 1979.
- Second Language Acquisition. Cambridge University Press, Cambridge 1986.
- Time in Language. Routledge, London 1994.
- mit Li Ping (Hrsg.): The expression of time in language. De Gruyter, Berlin 2009.
- mit Angelika Becker: Recht verstehen. Wie Laien, Juristen und Versicherungsagenten die „Riester-Rente“ interpretieren. Akademie-Verlag, Berlin 2008.
- Für eine rein zeitliche Deutung von Tempus und Aspekt.  In: Richard Baum, Klaus Böckle, Franz Josef Hausmann, Franz Lebsanft (Hrsg.): Lingua et Traditio. Festschrift für Hans Helmut Christmann zum 65. Geburtstag. Narr, Tübingen 1994, ISBN 3-8233-4137-5, S. 409–422
- Von den Werken der Sprache. Metzler, Stuttgart 2015. Aufsatzsammlung.